# Distretto di Pińczów
Il distretto di Pińczów (in polacco powiat pińczowski) è un distretto polacco appartenente al voivodato della Santacroce.

## Geografia antropica

### Suddivisioni amministrative
Il distretto comprende 5 comuni.
- Comuni urbano-rurali: Działoszyce, Pińczów
- Comuni rurali: Kije, Michałów, Złota